# 加國狂楓會
加國狂楓會（かこくきょうふうかい）は、国際野球連盟主催大会にてカナダ代表チームの応援を目的とした日本の私設応援団である。英語での名称は「Crazy Maples」。

## 概要
2015年(平成27年)頃からの活動が確認できるものの、詳細な設立日は不明。
主なメンバーは、埼玉西武ライオンズ私設応援団メンバーでもあるテッド・スミス氏。
女子野球カナダ代表チームの応援も行っている。
NPBから特別応援許可を受けているため、NPB主催の試合での応援活動は可能である。

### 応援スタイル
トランペットと太鼓を使う所謂「鳴り物応援」で、アジアスタイルをベースとした応援を行う。
相手投手の投球間隔が開くとリズミカルなメロディーで観客の手拍子を誘う、といった欧米スタイルの応援も取り入れている。
2019年(令和元年)、WBSCプレミア12大会の強化試合として行われた、ENEOS侍ジャパンシリーズ2019「日本 vs カナダ」（沖縄セルラースタジアム那覇）では、応援団員1名で笛、トランペット、太鼓、大旗応援を全て担当するなど、タフな応援を見せた。
上記の対日本戦ではチャンステーマに『カナダからの手紙』のメロディーが使われ、SNS上で話題となった。
応援旗
- カナダ国旗

横断幕
- 赤地に白字で「A MARI USQUE AD MARE　加國狂楓會」